# BigMat-Auber 93/Saison 2015
Dieser Artikel listet Erfolge und Fahrer des Radsportteams BigMat-Auber 93 in der Saison 2015 auf.

## Erfolge in der UCI Europe Tour
In der Saison 2015 gelangen dem Team nachstehende Erfolge in der UCI Europe Tour.
| Datum     | Rennen                                | Kat. | Fahrer        |
| --------- | ------------------------------------- | ---- | ------------- |
| 15. März  | Paris–Troyes                          | 1.2  | David Menut   |
| 11. April | 2. Etappe Circuit des Ardennes        | 2.2  | Steven Tronet |
| 31. Mai   | Boucles de l’Aulne                    | 1.1  | Alo Jakin     |
| 12. Juni  | 2. Etappe Ronde de l’Oise             | 2.2  | Steven Tronet |
| 18. Juni  | 1. Etappe Route du Sud                | 2.1  | Steven Tronet |
| 28. Juni  | Französischer Meister – Straßenrennen | CN   | Steven Tronet |

## Abgänge – Zugänge
| Zugänge           | Team 2014           | Abgänge           | Team 2015                    |
| ----------------- | ------------------- | ----------------- | ---------------------------- |
| César Bihel       | Differdange-Losch   | Frédéric Brun     | Bretagne-Séché Environnement |
| Julien Guay       | Sojasun Espoir-ACNC | Stéphane Rossetto | Cofidis, Solutions Crédits   |
| Anthony Maldonado | Neoprofi            | Yannis Yssaad     | Sojasun Espoir-ACNC          |
| David Menut       | Neoprofi            | Dimitri Le Boulch | Unbekannt                    |

## Mannschaft
| Teamkader 2015                        | Teamkader 2015    | Teamkader 2015 | Teamkader 2015                    |
| Name                                  | Geburtsdatum      | Land           | Vorheriges Team                   |
| ------------------------------------- | ----------------- | -------------- | --------------------------------- |
| César Bihel                           | 11. April 1988    | Frankreich     | Differdange-Losch (2014)          |
| Flavien Dassonville                   | 16. Februar 1991  | Frankreich     | CC Nogent-sur-Oise (2011)         |
| Pierre Gouault                        | 9. Februar 1993   | Frankreich     | UC Nantes Atlantique (2013)       |
| Julien Guay                           | 9. Oktober 1986   | Frankreich     | Sojasun espoir-ACNC (2014)        |
| Alo Jakin                             | 14. November 1986 | Estland        | VC Rouen 76 (2013)                |
| Guillaume Levarlet (1. Apr.–31. Dez.) | 25. Juli 1985     | Frankreich     | Cofidis, Solutions Crédits (2014) |
| Anthony Maldonado                     | 9. April 1991     | Frankreich     | AVC Aix-en-Provence (2014)        |
| David Menut                           | 11. März 1992     | Frankreich     | Armée de terre (2014)             |
| Maxime Renault                        | 2. Januar 1990    | Frankreich     |                                   |
| Steven Tronet                         | 14. Oktober 1986  | Frankreich     | Roubaix Lille Métropole (2011)    |
| Théo Vimpère                          | 3. Juli 1990      | Frankreich     |                                   |
|                                       |                   |                |                                   |
| Quelle: UCI                           |                   |                |                                   |